# Кияик (река)
Кияик — река в России, протекает в Удмуртии. Левый приток реки Люк.

## География
Длина реки 20 км. Протекает в лесах в центре республики. Исток на юго-западе Якшур-Бодьинского района, в 7 км к северо-северо-востоку от деревни Большой Кияик. В верховьях течёт на юг и входит на территорию Завьяловского района. От деревни Большой Кияик (на левом берегу) река поворачивает на юго-восток. Ниже по течению на правом берегу село Кияик. Далее река протекает в 1 км к юго-западу от деревни Сентег и впадает в Люк в 13 км от его устья — по левому берегу у нижней (восточной) окраины деревни Новый Сентег.
Имеются мосты через реку вблизи населённых пунктов, ниже села Кияик реку также пересекает ж.-д. ветка Ижевск — Ува.

## Данные водного реестра
По данным государственного водного реестра России относится к Камскому бассейновому округу, водохозяйственный участок реки — Иж от истока и до устья, речной подбассейн реки — бассейны притоков Камы до впадения Белой. Речной бассейн реки — Кама.
Код водного объекта в государственном водном реестре — 10010101212111100027019.